# Dramatika
Dramátika je samostojna knjižna zvrst, ki se od drugih (lirike in epike) loči po tem, da ne vsebuje notranjih doživetij junakov (čustev, razmišljanj, doživljanje dogodkov ipd.) in ne vsebuje opisa kraja in časa dogajanja, ampak je omejena samo na samogovor (monolog), dvogovor (dialog) ali mnogogovor (polilog). Torej je celotno besedilo dramatike napisano v premem govoru posameznih oseb. Pisatelj besedilu lahko doda samo odrske pripombe (didaskalije), zato da na kratko nakaže videz oseb, prostor, čas, premike na odru ipd., ostalo pa si mora bralec predstavljati sam na podlagi dvogovorov med osebami.

## Splošno o dramatiki
Beseda dramátika je grškega izvora, izhaja iz glagola dráo, kar pomeni delújem, in je iz njega beseda dráma tudi izpeljana, to pa nakazuje določeno vrsto dramatskega dela. Pisatelj, ki piše dramska dela, se imenuje dramatik oziroma dramatičarka.
Drame so po večini razdeljene na dejanja, ta pa so sestavljena iz prizorov ali nastopov. Kratke igre so po navadi enodejanke, daljše pa imajo poljubno število dejanj, med njimi najbolj navadne so tridejanke in petdejanke. Drame imajo lahko pred prvim dejanjem prolog (predgovor oziroma uvodni prizor), po zadnjem dejanju pa lahko sledi še epilog (zaključna beseda).

## Zunanja zgradba drame
Zunanja sestava drame se kaže v knjižni obliki drame, in sicer v besedilu oziroma tekstu (lat. textum, sestava). Besedilo v drami je dvojno: dramski premi govor in igrske opisne opazke.

## Notranja zgradba drame
Notranja sestava drame oziroma kompozicija (lat. componere = sestaviti) se kaže v notranji obliki drame. Njena osnova je delovanje oziroma akcija (lat. actio, delovanje). Že  Aristotel je v svoji znameniti Poetiki (Peri poetikès), povsem pojasnjevalnem delu o dramatiki, ugotovil, da ima tragedija dva dela: desis, zavozlanje dramskega vozla, in lysis, razvozlanje tega vozla. Oba dela sta med seboj ločena po preobratu oziroma peripetiji (gr. peripéteia, nenaden preobrat).
Pozneje so mnogi književni pojasnjevalci Aristotelova razpravljanja o drami razširili in izpopolnili. Nemec Gustav Freytag je v svojem delu Tehnika drame (Technik des Dramas) postavil t. i. dramski trikotnik, ki še danes pojasnjuje zamotano obliko dramskih umetnin.
V splošnem lahko vsako dramo razčlenimo glede na stopnjevanje.

### Stopnjevanje navzgor
Stopnjevanje navzgor (lat. Gradatioin in maius) sestoji iz:
- zasnove oziroma ekspozicije
- zapleta v stopnjah oziroma kolozije in
- vrha oziroma kulminacije

### Stopnjevanje navzdol
Stopnjevanje navzdol (lat. Gradatioin in minus) sestoji iz:
- razpleta v stopnjah in
- razsnove oziroma katastrofe.

Poleg teh delov sta v drami pomembna še uvodni in sklepni akord. Vidni so tudi nekateri momenti, predvsem začetni, preobratni in odločitveni momenti ter razni pospešujoči in zaviralni momenti. Vsak izmed teh delov, akordov in momentov ima svojo pomembno vlogo.
Poleg tega pa se drame delijo še na:
- analitične, te prikazujejo dogodke tik pred katastrofo, v tem času pa se razkrije tudi preteklost, ki je pripeljala do teh dogodkov (Sofokles: Kralj Ojdip), in na
- sintetične, te prikazujejo dogodke od začetka do konca, kakor si dejansko sledijo.

Ta dva načina pa sta lahko tudi združena.

## Vrste dramskega pesništva
Po tem, ali je drama namenjena govorjenju ali uglasbitvi, ločimo govorne drame in glasbene drame. Včasih se tudi pri govorni drami dodajo nekateri pevski ali glasbeni vložki, nasprotno pa tudi glasbena dela lahko vsebujejo določena mesta z govorjenjem. Najizrazitejšo povezavo govorne in glasbene drame predstavlja melodrama (gr. mélos, petje). To je govorna drama, ki jo spremlja samostojna glasba, da povzdigne učinek govorjene besede.

### Govorne drame
Govorne drame delimo po vsebini na igre s tragično vsebino in na igre z veselo vsebino.

### Igre s tragično vsebino
Tragičen je vsak boj za dobronamernost, kjer človek doživi poraz. Obstajajo razne stopnje tragičnosti. Kolikor silnejši je boj, toliko bolj občečloveški je njegov namen;
kolikor življenjsko ter ljudsko pomembnejši je junak in njegova osebna krivda čim manjša, tem višja je stopnja tragičnosti. Dostikrat je junak sploh brez vsake načelne krivde in sile, ki ga gonijo v pogubo. Za igre z žalostno vsebino so z leti nastale razne oznake in zmeraj nastajajo tudi nove; še najbolj znani sta:
- tragedija oziroma žaloigra,
- drama oziroma igrokaz.

### Igre z veselo vsebino
Pri igrah z veselo vsebino pisatelj prikaže kakšno radostno življenjsko sliko s srečno odločitvijo. Nasprotja in konflikti tu niso nikoli tako resni, kakor pri igrah z žalostno vsebino. Pravega »sočutja« z glavnim junakom in »strahu«, da bi prišli sami v tak položaj, tu ni. Konec je navadno nepričakovan. Njihov glavni namen sta zabava in razvedrilo. To pisatelj doseže z obladovanjem smešnosti ali komike. Tudi za igre z veselo vsebino so se udomačili razni nazivi, najpogostejši pa so:
- komedija oziroma veseloigra,
- farsa,
- burka.

### Glasbene drame
Glasbene ali muzikalne drame so dramska dela, združena z glasbo. Njihovo besedilo se prepeva. Delimo jih na take z resno vsebino in na take z veselo vsebino.

### Glasbena dela z resno vsebino
Med glasbenimi deli z resno vsebino so najpomembnejša:
- opera
- kantata in
- oratorij.

### Glasbena dela z veselo vsebino
Med glasbenimi deli z veselo vsebino je najbolj razširjena opereta. 

## Nastanek ter razvoj drame in gledališča
Prvo dramo so uprizarjali že stari Indi, ampak ta je ostala brez vpliva na starejšo evropsko dramatiko. Vzor evropski dramatiki je stara grška t. i. atiška drama. Zrasla je iz bogočastja in je bila osrednji del versko-obrednih prireditev, ki so se vsako pomlad meseca marca še posebej slovesno obhajale v grškem duhovnem žarišču, v Atenah.
Obred je prikazoval, kako se bog Dioniz, oblastni gospodar duš, pripelje v Atiko. Okrog njega so plesali sátiri, kmečki fantje, odeti v kozlovske kože. Dioniz se je pogovarjal z njimi o svojih junaških dejanjih, oni pa so ga slavili s pesmijo. V tem obredu je bil skrit zametek dvodelnosti grške igre, njena največja posebnost pa sta bila:
- solist in
- zbor.

Ker so bili sátiri odeti v kozlovske kože, se jih je prijel vzdevek kozli, od tod pa je tragedija tudi dobila svoje ime (gr. tragos = kozel, aoide = petje). Dionizu je bil kozlič posebno ljuba žival in so mu ga tudi žrtvovali. Tako je bila torej trgedija rojena ob žrtveniku.
Gledalcev je bilo ob takem obredu veliko, ampak samo tisti iz prvih vrst so kaj videli, zato so pozneje poiskali primernejši prostor, ob hribu. Nastal je t. i. amfiteater (gr. amfithéatron = krožno gledališče), to je polkrožni prostor s stopničasto se dvigajočimi sedeži. Izkopanin starih amfiteatrov je mnogo, tudi najstarejše Dionizovo gledališče v Atenah iz druge polovice 4. stoletja pr. n. št. je še dobro ohranjeno.
Dvodelnosti grške igre je morala ustrezati sestava antičnega gledališča. Deli sestave grškega gledališča so bili:
- théatron (gr. theàomai = gledam) oziroma stopnišče v polkrogu, razdeljeno na več sektorjev, kjer so sedeli gledalci, častni sedeži pa so bili spredaj;
- orkéstra z žrtvenikom, kjer je nastopal zbor;
- dva obokana vhoda, imenovana tudi parados, ki sta bila na levi in desni strani stopnišča; do tja je prihajalo občinstvo najprej v orkéstro, od tu pa po stopnicah do svojih sedežev;
- proskénion oziroma oder, kjer so nastopali solisti;
- skené, stavba s tremi ali petimi vrati;
- sobice za garderobo, ki so bile zadaj za skené.

Taka gledališča so bila različne velikosti, v nekaterih je bil prostor tudi za 30.000 ljudi, bila pa so tudi dobro ozvočena.
Prvo pravo igro je okoli 534 pr. n. št. uprizoril Tespis. Za oder mu je služila nekakšna ladja na kolesih, imenovana carrus navalis (lat. carrus navalis = pomorski voz); nekateri domnevajo, da od tod izvira beseda karneval. Tespis je iz vodja sátirskega zbora napravil protagonista. Ta je predstavljal boga Dioniza. Petje pa je nadomestil z govorom v jambih. Predstava ni bila deležena pohval. Nad njo so se celo zgražali, zato se je Tespis s svojim premikajočim odrom odpravil okrog po Atiki. Ohranilo se ni nobeno njegovo delo.
Vsekakor je šel razvoj zelo hitro naprej. Pravi razmah je grška tragedija doživela pod tremi velikani dramske umetnosti, to so bili Ajshil, Sofoklej in Evripid. Rodovitnost grške tragedijske umetnosti je vzbujala občudovanje. Samo trije njeni veliki mojstri so napisali kar tristo del. Največje grške tragedije obstajajo tudi v slovenskih prevodih.
Ker so Grki v Dionizu slavili boga duše in boga vina, sta se iz njemu posvečenih obredov razvili tragedija in komedija. Natančno ni dokazano, kdaj in kako je nastala komedija, dognano pa je, da se je umetniško izoblikovala že v Atenah. Satirska igra je obravnavala kakšno preprosto mitološko ali junaško šaljivo zgodbo. Največji grški mojster komedije je bil Aristofan. Živel je v času peloponeške vojne, ko je bila Grčija zaradi notranjih bojev zelo oslabljena. V komedijah je spodbujal Atence k spravi in miru ter zasmehoval vojskovodje.
Ko je Šparta premagala Atene, je Rim prevzel atensko dediščino, pa rimska dramatika svojih vzornikov ni dosegla niti v tragediji niti v komediji. Spretne komedije sta pisala Plavt in Terencij. Največji rimski traged je Seneka (4 pr. n. št. do 65 po n. št.). Vsi trije so vplivali na poznejše dramatike.
Po Senekovi smrti je tudi rimska dramatika propadla in pojem o antičnem gledališču se je izgubil. Na njegovo mesto so stopili cirkuški nastopi z akrobati in burkeži ter neme igre oziroma pantomime (gr. pantómimos = kdor vse posnema); to so uprizoritve, pri katerih nastopajoči prikazujejo dejanje samo z gestami in s plesom. Predstavljali so jo duhovniki v mašnih oblekah in v latinskem jeziku. Polagoma se je začela oddaljevati od cerkve, vloge pa so prevzemali posvetni igralci in namesto latinskega jezika je vstopil ljudski jezik.
Srednjeveška dramatika je ustvarila tri vrste:
- misterije,
- mirakle in
- moralitete.

Počasi pa so se začele uveljavljati tudi igre, izključno posvetne vsebine. Pod vplivom humanizma se je ponovno vzbudilo zanimanje za klasično dramo in se z njo oplodilo. Po fevdalnih dvorih so nastajala gledališča, ta pa so bila dostopna le plemstvu. Kakšnih izrednih dramatikov ta doba ni rodila. Tako se je sredi 16. stoletja v Italiji rodilo svojstveno gledališče commedia dell'arte, to pa je bilo ljudsko gledališče. Njegovi igralci so bili poulični igralci, ki so največkrat nastopali pod milim nebom, na trgih in ulicah, včasih tudi po krčmah in zasebnih domovih brez pripravljenega prizorišča. Njihove komedije niso imele napisanega besedila, razen nekakšnega vodilnega potekovnika, igralci pa so si delo na odru sproti izmišljali. Središče dogajanja so tvorili večkratni ljubezenski zapleti. Najnavadnejša komična sredstva so bila razni nesporazumi, usodne zamenjave, čarovnije, pretepi ipd. Tudi nastopajoče osebe so bile vsakič iste in vsak igralec je imel svojo stalno masko (arab. máskara = šaljivec). To je bil npr. stari godrnjavi skopuh Pantalone, hudoben in leni kmet Pulcinella ipd.
Gledališče commedia dell'arte so dostikrat poživljali plesni in pevski vložki. Široka prepuščenost ritmu, mimične kretnje in fantazija pa so slavile svojo zmago.

## Vir
Silva Trdina:Besedna umetnost: 2. Literarna teorija. Ljubljana: Mladinska knjiga, 1958   in  več izdaj. (COBISS)